# Juan Alfonso Baptista
Juan Alfonso Baptista  (Caracas, Venezuela, 1976. szeptember 9. –) venezuelai színész, modell.

## Élete
Juan Alfonso Baptista 1976. szeptember 9-én született Caracasban. Karrierjét 1995-ben kezdte. 2003-ban a Pasión de Gavilanesben Oscar Reyest alakította. 2004-ben főszerepet játszott a La mujer en el espejo című telenovellában Paola Rey partnereként. 2009. áprilisban feleségül vette Natalia Paríst, ám házasságuk csak néhány hónapig tartott. 2010-ben Luis Francisco szerepét játszotta a Sacrificio de mujer című sorozatban. 2011-ben feleségül vette María Fernanda Barretot.

## Filmográfia
- A szenvedélyek lángjai (Pasión de Gavilanes) (2. évad) (2022) - Óscar Reyes Guerrero
- La venganza de Analía (2020) — Mark Salinas
- Csajok, szilikon - Nem ettől lesz Paradicsom (Sin senos sí hay paraíso) (2017-2018) — Martín Cruz
- La Madame (2013) - Felipe Baena
- Los Rey (2012) - Pedro Luis Malvido
- A corazón abierto (2012) - Hugo
- La cara oculta (2011) - rendőr
- La Teacher de inglés (2011) - Luis Fernando
- Sacrificio de mujer (2010) - Luis Francisco Vilarte
- Sin tetas no hay paraíso (2009) - Guillermo "Bebé" Mejía
- La marca del deseo (2007) - Luis Eduardo
- Aquí no hay quien viva (2005) - Oscar Reyes
- La mujer en el espejo (2004) - Marcos Mutti
- A szenvedélyek lángjai (Pasión de Gavilanes) (2003) - Óscar Reyes Guerrero
- Vadmacska (Gata salvaje) (2002) - Bruno Villalta
- Agua y aceite (2002)
- Mint a filmekben (Como en el cine) (2001) - Charlie
- A szerelem varázsa (Hechizo de amor) (2000) - René Castro
- Mi destino eres tú (2000)
- A szerelmesek (Enamorada) (1999) - Ricky Parker
- Así es la Vida (1998) - Rey
- A todo corazón (1997) - Gato
- Nubeluz (1995-1996) - az egyik Golmodi